# Coppa Europa di sci alpino 1996
La Coppa Europa di sci alpino 1996 fu la 25ª edizione della manifestazione organizzata dalla Federazione Internazionale Sci.
La stagione maschile iniziò il 10 dicembre 1995 in Val Gardena, in Italia, e si concluse il 6 marzo 1996 a Champoluc, ancora in Italia; furono disputate 37 gare (8 discese libere, 6 supergiganti, 11 slalom giganti, 12 slalom speciali), in 18 diverse località. L'austriaco Hermann Maier si aggiudicò sia la classifica generale, sia quella di slalom gigante; i suoi connazionali Norbert Holzknecht, Fritz Strobl e Thomas Sykora vinsero rispettivamente quelle di discesa libera, di supergigante e di slalom speciale. L'austriaco Andreas Schifferer era il detentore uscente della Coppa generale.
La stagione femminile iniziò il 9 dicembre 1995 a Špindlerův Mlýn, in Repubblica Ceca, e si concluse il 6 marzo 1996 a Champoluc, in Italia; furono disputate 27 gare (6 discese libere, 5 supergiganti, 8 slalom giganti, 8 slalom speciali), in 11 diverse località. La svizzera Sylviane Berthod e la russa Svetlana Gladyševa si aggiudicarono a pari merito la classifica generale; la Gladyševa vinse quella di discesa libera, la Berthod quella di supergigante, la norvegese Andrine Flemmen, l'austriaca Selina Heregger e l'italiana Barbara Milani a pari merito quella di slalom gigante e la tedesca Angela Zimmermann quella di slalom speciale. L'austriaca Karin Köllerer era la detentrice uscente della Coppa generale.

## Uomini

### Risultati
| Data             | Località              | Nazione  | Spec. | Primo                | Secondo               | Terzo                          |
| ---------------- | --------------------- | -------- | ----- | -------------------- | --------------------- | ------------------------------ |
| 10 dicembre 1995 | Val Gardena           | Italia   | DH    | Markus Herrmann      | Michael Lichtenegger  | Edi Dreschl                    |
| 11 dicembre 1995 | Val Gardena           | Italia   | DH    | Markus Herrmann      | Roland Fischnaller    | Heinrich Rupp                  |
| 12 dicembre 1995 | Valloire              | Francia  | SG    | Patrik Järbyn        | Kilian Albrecht       | Heinrich Rupp                  |
| 12 dicembre 1995 | Obereggen             | Italia   | SG    | Patrik Järbyn        | Andrej Filičkin       | Harald Christian Strand Nilsen |
| 13 dicembre 1995 | Obereggen             | Italia   | SL    | Jesper Brugge        | Yves Dimier           | Sébastien Amiez                |
| 15 dicembre 1995 | Bardonecchia          | Italia   | GS    | Patrick Wirth        | Stefan Curra          | Giorgio Rocca                  |
| 16 dicembre 1995 | Bardonecchia          | Italia   | GS    | Patrick Wirth        | Rune André Østby      | Giorgio Rocca                  |
| 20 dicembre 1995 | Madonna di Campiglio  | Italia   | SL    | Thomas Sykora        | Thomas Stangassinger  | Fabio De Crignis               |
| 21 dicembre 1995 | Madonna di Campiglio  | Italia   | SL    | Jesper Brugge        | Didier Plaschy        | Fabrizio Tescari               |
| 8 gennaio 1996   | Les Arcs              | Francia  | GS    | Steve Locher         | Hermann Maier         | Stefan Curra                   |
| 9 gennaio 1996   | Les Arcs              | Francia  | GS    | Hermann Maier        | Steve Locher          | Hans Petter Buraas             |
| 11 gennaio 1996  | Serre Chevalier       | Francia  | GS    | Hermann Maier        | Kilian Albrecht       | Gerhard Königsrainer           |
| 12 gennaio 1996  | Serre Chevalier       | Francia  | SL    | Andrej Miklavc       | Kilian Albrecht       | Mika Marila                    |
| 15 gennaio 1996  | Les Orres             | Francia  | DH    | Norbert Holzknecht   | Andrej Filičkin       | Stephan Eberharter             |
| 16 gennaio 1996  | Les Orres             | Francia  | DH    | Fritz Strobl         | Andrej Filičkin       | Stephan Eberharter             |
| 17 gennaio 1996  | Les Orres             | Francia  | SG    | Richard Kröll        | Patrick Wirth         | Kilian Albrecht                |
| 18 gennaio 1996  | Les Orres             | Francia  | SG    | Richard Kröll        | Fritz Strobl          | Vincent Millet                 |
| 21 gennaio 1996  | Altenmarkt-Zauchensee | Austria  | DH    | Heinrich Rupp        | Clic Bloomfield       | Michael Makar Fritz Strobl     |
| 22 gennaio 1996  | Altenmarkt-Zauchensee | Austria  | DH    | Heinrich Rupp        | Graydon Oldfield      | Christian Deißenböck           |
| 23 gennaio 1996  | Altenmarkt-Zauchensee | Austria  | SG    | Hermann Maier        | Fritz Strobl          | Erik Seletto                   |
| 24 gennaio 1996  | Altenmarkt-Zauchensee | Austria  | SG    | Hermann Maier        | Stephan Eberharter    | Jernej Koblar                  |
| 27 gennaio 1996  | Veysonnaz             | Svizzera | DH    | Norbert Holzknecht   | Erik Seletto          | Jason Rosener                  |
| 27 gennaio 1996  | Veysonnaz             | Svizzera | DH    | Markus Herrmann      | Norbert Holzknecht    | Max Rauffer                    |
| 30 gennaio 1996  | Lenzerheide           | Svizzera | SL    | Fabio De Crignis     | Didier Plaschy        | Kiminobu Kimura                |
| 31 gennaio 1996  | Lenzerheide           | Svizzera | SL    | Kiminobu Kimura      | Michael von Grünigen  | Fabio De Crignis               |
| 6 febbraio 1996  | Altaussee             | Austria  | SL    | Thomas Sykora        | Ole Kristian Furuseth | François Simond                |
| 7 febbraio 1996  | Altaussee             | Austria  | SL    | Thomas Sykora        | Thomas Stangassinger  | Martin Hansson                 |
| 9 febbraio 1996  | Sella Nevea           | Italia   | GS    | Hermann Maier        | Massimo Zucchelli     | Rainer Schönfelder             |
| 10 febbraio 1996 | Sella Nevea           | Italia   | GS    | Massimo Zucchelli    | Kilian Albrecht       | Gianluca Grigoletto            |
| 11 febbraio 1996 | Kranjska Gora         | Slovenia | SL    | Thomas Sykora        | Alois Vogl            | Kiminobu Kimura                |
| 12 febbraio 1996 | Kranjska Gora         | Slovenia | GS    | Gerhard Königsrainer | Patrick Holzer        | Matteo Nana                    |
| 14 febbraio 1996 | Sankt Johann in Tirol | Austria  | GS    | Marco Büchel         | Patrick Staub         | Matteo Nana                    |
| 15 febbraio 1996 | Sankt Johann in Tirol | Austria  | GS    | Heinz Schilchegger   | Manfred Kleinlercher  | Are Torpe                      |
| 1º marzo 1996    | Kempten               | Germania | SL    | Thomas Sykora        | Angelo Weiss          | Fabio De Crignis               |
| 2 marzo 1996     | Missen                | Germania | SL    | Thomas Sykora        | Didier Plaschy        | Fabio De Crignis               |
| 5 marzo 1996     | Champoluc             | Italia   | GS    | Heinz Schilchegger   | Massimo Zucchelli     | Ivan Bormolini                 |
| 6 marzo 1996     | Champoluc             | Italia   | SL    | Angelo Weiss         | Fabio De Crignis      | Yves Dimier                    |

Legenda:

DH = discesa libera

SG = supergigante

GS = slalom gigante

SL = slalom speciale

### Classifiche

#### Generale
| Pos. | Nome               | Nazione  | Punti |
| ---- | ------------------ | -------- | ----- |
| 1    | Hermann Maier      | Austria  | 193   |
| 2    | Thomas Sykora      | Austria  | 150   |
| 3    | Kilian Albrecht    | Austria  | 143   |
| 4    | Norbert Holzknecht | Austria  | 135   |
| 5    | Fritz Strobl       | Austria  | 128   |
| 6    | Fabio De Crignis   | Italia   | 124   |
| 7    | Didier Plaschy     | Svizzera | 119   |
| 8    | Heinrich Rupp      | Svizzera | 117   |
| 9    | Patrick Wirth      | Austria  | 109   |
| 10   | Jesper Brugge      | Svezia   | 107   |

#### Discesa libera
| Pos. | Nome               | Nazione  | Punti |
| ---- | ------------------ | -------- | ----- |
| 1    | Norbert Holzknecht | Austria  | 123   |
| 2    | Heinrich Rupp      | Svizzera | 117   |
| 3    | Markus Herrmann    | Svizzera | 75    |
| 4    | Fritz Strobl       | Austria  | 68    |
| 5    | Stephan Eberharter | Austria  | 51    |

#### Supergigante
| Pos. | Nome            | Nazione | Punti |
| ---- | --------------- | ------- | ----- |
| 1    | Fritz Strobl    | Austria | 60    |
| 2    | Richard Kröll   | Austria | 55    |
| 3    | Kilian Albrecht | Austria | 52    |
| 3    | Hermann Maier   | Austria | 52    |
| 5    | Patrik Järbyn   | Svezia  | 50    |

#### Slalom gigante
| Pos. | Nome                 | Nazione | Punti |
| ---- | -------------------- | ------- | ----- |
| 1    | Hermann Maier        | Austria | 114   |
| 2    | Heinz Schilchegger   | Austria | 89    |
| 3    | Massimo Zucchelli    | Italia  | 79    |
| 4    | Manfred Kleinlercher | Austria | 74    |
| 5    | Patrick Wirth        | Austria | 69    |

#### Slalom speciale
| Pos. | Nome             | Nazione   | Punti |
| ---- | ---------------- | --------- | ----- |
| 1    | Thomas Sykora    | Austria   | 150   |
| 2    | Fabio De Crignis | Italia    | 124   |
| 3    | Didier Plaschy   | Svizzera  | 119   |
| 4    | Mika Marila      | Finlandia | 101   |
| 5    | Angelo Weiss     | Italia    | 97    |

## Donne

### Risultati
| Data             | Località              | Nazione    | Spec. | Prima                     | Seconda                   | Terza                     |
| ---------------- | --------------------- | ---------- | ----- | ------------------------- | ------------------------- | ------------------------- |
| 9 dicembre 1995  | Špindlerův Mlýn       | Rep. Ceca  | SL    | Ingrid Salvenmoser        | Elfi Eder                 | Angela Zimmermann         |
| 10 dicembre 1995 | Špindlerův Mlýn       | Rep. Ceca  | SL    | Kristina Andersson        | Claudia Riegler           | Veronika Kappaurer        |
| 12 dicembre 1995 | Haus                  | Austria    | GS    | Erika Hansson             | Ylva Nowén                | Christiane Mitterwallner  |
| 13 dicembre 1995 | Haus                  | Austria    | GS    | Christiane Mitterwallner  | Erika Hansson             | Annemarie Gerg            |
| 20 dicembre 1995 | Altenmarkt-Zauchensee | Austria    | DH    | Svetlana Novikova         | Brigitte Obermoser        | Romina Dei Cas            |
| 21 dicembre 1995 | Altenmarkt-Zauchensee | Austria    | DH    | Svetlana Novikova         | Svetlana Gladyševa        | Brigitte Obermoser        |
| 19 gennaio 1996  | Krompachy/Plejsy      | Slovacchia | GS    | Cornelia Meusburger       | Selina Heregger           | Andrine Flemmen           |
| 20 gennaio 1996  | Krompachy/Plejsy      | Slovacchia | GS    | Karen Putzer              | Catherine Borghi          | Patrizia Auer             |
| 21 gennaio 1996  | Krompachy/Plejsy      | Slovacchia | SL    | Trine Bakke               | Angela Zimmermann         | Sabine Egger              |
| 22 gennaio 1996  | Krompachy/Plejsy      | Slovacchia | SL    | Angela Zimmermann         | Trine Bakke               | Edda Mutter Titti Rodling |
| 24 gennaio 1996  | Sankt Sebastian       | Austria    | GS    | Martina Fortkord          | Andrine Flemmen           | Leila Demez               |
| 25 gennaio 1996  | Sankt Sebastian       | Austria    | GS    | Martina Fortkord          | Karen Putzer              | Andrine Flemmen           |
| 27 gennaio 1996  | Krieglach             | Austria    | SL    | Hanna Orre                | Martina Fortkord          | Carolina Waidhofer-Dummer |
| 28 gennaio 1996  | Krieglach             | Austria    | SL    | Petra Haltmayr            | Carolina Waidhofer-Dummer | Monika Bergmann           |
| 31 gennaio 1996  | Innerkrems            | Austria    | DH    | Kjersti Bjorn-Roli        | Mélanie Turgeon           | Marianna Salchinger       |
| 1º febbraio 1996 | Innerkrems            | Austria    | DH    | Brigitte Obermoser        | Svetlana Gladyševa        | Elena Bresciani           |
| 2 febbraio 1996  | Innerkrems            | Austria    | SG    | Sylviane Berthod          | Svetlana Gladyševa        | Andrine Flemmen           |
| 3 febbraio 1996  | Innerkrems            | Austria    | SG    | Svetlana Gladyševa        | Sylviane Berthod          | Kjersti Bjorn-Roli        |
| 7 febbraio 1996  | Pra Loup              | Francia    | DH    | Mélanie Turgeon           | Cornelia Meusburger       | Sylviane Berthod          |
| 8 febbraio 1996  | Pra Loup              | Francia    | DH    | Mélanie Turgeon           | Svetlana Gladyševa        | Karine Allard             |
| 9 febbraio 1996  | Pra Loup              | Francia    | SG    | Sylviane Berthod          | Marianne Bréchu           | Marta Antonioli           |
| 9 febbraio 1996  | Pra Loup              | Francia    | SG    | Leatitia Dalloz           | Cornelia Meusburger       | Monika Tschirky           |
| 12 febbraio 1996 | Tignes                | Francia    | SG    | Leatitia Dalloz           | Elisabeth Brandner        | Marianne Bréchu           |
| 15 febbraio 1996 | Abetone               | Italia     | SL    | Carolina Waidhofer-Dummer | Urška Hrovat              | Sabine Egger              |
| 16 febbraio 1996 | Abetone               | Italia     | GS    | Sabina Panzanini          | Selina Heregger           | Annemarie Gerg            |
| 4 marzo 1996     | Champoluc             | Italia     | GS    | Lara Magoni               | Sonja Stadler             | Martina Fortkord          |
| 6 marzo 1996     | Champoluc             | Italia     | SL    | Claudia Riegler           | Christel Pascal           | Linda Ydeskog             |

Legenda:

DH = discesa libera

SG = supergigante

GS = slalom gigante

SL = slalom speciale

### Classifiche

#### Generale
| Pos. | Nome                      | Nazione     | Punti |
| ---- | ------------------------- | ----------- | ----- |
| 1    | Sylviane Berthod          | Svizzera    | 139   |
| 1    | Svetlana Gladyševa        | Russia      | 139   |
| 3    | Cornelia Meusburger       | Austria     | 116   |
| 4    | Selina Heregger           | Austria     | 114   |
| 5    | Andrine Flemmen           | Norvegia    | 106   |
| 6    | Brigitte Obermoser        | Austria     | 100   |
| 7    | Mélanie Turgeon           | Canada      | 93    |
| 8    | Kjersti Bjorn-Roli        | Stati Uniti | 92    |
| 9    | Martina Fortkord          | Svezia      | 89    |
| 10   | Carolina Waidhofer-Dummer | Austria     | 84    |

#### Discesa libera
| Pos. | Nome               | Nazione  | Punti |
| ---- | ------------------ | -------- | ----- |
| 1    | Svetlana Gladyševa | Russia   | 94    |
| 2    | Brigitte Obermoser | Austria  | 79    |
| 2    | Mélanie Turgeon    | Canada   | 79    |
| 4    | Svetlana Novikova  | Russia   | 75    |
| 5    | Sylviane Berthod   | Svizzera | 60    |

#### Supergigante
| Pos. | Nome               | Nazione  | Punti |
| ---- | ------------------ | -------- | ----- |
| 1    | Sylviane Berthod   | Svizzera | 79    |
| 2    | Leatitia Dalloz    | Francia  | 56    |
| 3    | Daniela Ceccarelli | Italia   | 48    |
| 4    | Marianne Bréchu    | Francia  | 47    |
| 5    | Svetlana Gladyševa | Russia   | 45    |

#### Slalom gigante
| Pos. | Nome             | Nazione  | Punti |
| ---- | ---------------- | -------- | ----- |
| 1    | Andrine Flemmen  | Norvegia | 77    |
| 1    | Selina Heregger  | Austria  | 77    |
| 1    | Barbara Milani   | Italia   | 77    |
| 4    | Martina Fortkord | Svezia   | 69    |
| 5    | Catherine Borghi | Svizzera | 47    |

#### Slalom speciale
| Pos. | Nome                      | Nazione       | Punti |
| ---- | ------------------------- | ------------- | ----- |
| 1    | Angela Zimmermann         | Germania      | 71    |
| 2    | Trine Bakke               | Norvegia      | 68    |
| 2    | Carolina Waidhofer-Dummer | Austria       | 68    |
| 4    | Claudia Riegler           | Nuova Zelanda | 55    |
| 5    | Hanna Orre                | Svezia        | 49    |